# مارك غور
مارك غور (بالإنجليزية: Mark Gurr) هو لاعب كرة مضرب زيمبابوي، ولد في 18 فبراير 1966 في هراري في زيمبابوي.

## وصلات خارجية
- مارك غور على موقع رابطة محترفي التنس (الإنجليزية)
- مارك غور على موقع الاتحاد الدولي لكرة المضرب (الإنجليزية)
- مارك غور على موقع كأس ديفيز (الإنجليزية)
- مارك غور على موقع خلاصة التنس.كوم (الإنجليزية)
- مارك غور على موقع أوليمبيديا (الإنجليزية)